# Eva Josefina Julie Potocká
Eva Josefina Potocká, hraběnka z Pilavy (polsky Ewa Józefina Julia Eudoksja Potocka hrabina z Piławy; 10. srpna 1818 Paříž – 21. května 1895 Vídeň) byla polská šlechtična z hraběcího rodu Potockých. Sňatkem s Františkem de Paula z Lichtenštejna se přivdala do rodu Lichtenštejnů.

## Život

Erb rodu Potockých

Eva Josefina Julie Eudoxie Potocká, hraběnka z Pilavy se narodila v Paříži jako dcera hraběte Alfréda Vojtěcha Potockého a kněžny Josefiny Marie Czartoryské. Její bratr hrabě Alfréd Josef Potocki byl 2. ordinátem Łańcutského panství.

## Manželství a děti
Eva Josefina se 3. června 1841 ve Vídni vdala za prince Františka de Paula Jáchyma z Lichtenštejna. Manželé měli čtyři děti:
- 1. Alfréd z Lichtenštejna (1842–1907)
- 2. Josefina Marie Juliana (22. dubna 1844, Vídeň – 10. října 1854 tamtéž)
- 3. Aloys František de Paula Maria (19. listopadu 1846, Praha – 25. března 1920, Vídeň), poprvé ženatý 27. června 1872 v Londýně s anglickou hraběnkou Marií Henrietou Adelaide Foxovou (21. prosince 1850, Paříž – zámek Burgstall, Štýrsko, 26. prosince 1878), adoptovanou dcerou Henryho Edwarda Foxe, 4. barona Hollanda a jeho manželky Lady Mary Augusta z Coventry, s níž měl čtyři dcery; podruhé ženatý ve Vídni 20. května 1890 s Johanou Alžbětou Marií von Klinkosch (13. srpna 1849, Vídeň – 31. ledna 1925, Baden u Vídně), dcerou Josefa rytíře von Klinkosch a jeho manželky Elise Swobodové, bez dětí
- 4. Jindřich Karel August (6. listopadu 1853, Budapešť – 15. února 1914, Vídeň), nesezdaný a bez dětí